# Gütersloh Hauptbahnhof
Gütersloh Hauptbahnhof is een spoorwegstation in de Duitse plaats Gütersloh. Het station werd in 1847 geopend. 